# Bonhomme à lunettes
Le Bonhomme à lunettes est une entreprise créée en 2007 et située à Montréal. Elle commercialise des lunettes abordables dans plusieurs organismes communautaires de la province de Québec. Pour ce faire, cet organisme fait appel à des opticiens mobiles se déplaçant entre les différents points de service.

## Historique
Philippe Rochette, opticien d'ordonnances, fonde le Bonhomme à lunettes en 2007. Son modèle d’affaires est basé sur l’accessibilité : partenariat avec des organismes communautaires, prix basés sur la charte de remboursement de l’aide sociale, montures achetées à bas prix parce que non-vendues et jugées passées de mode, l’entreprise diminue ses coûts opérationnels pour refiler l’économie aux clients. Au départ, Philippe Rochette est seul et transporte ses valises remplies de montures dans des organismes communautaires comme le YMCA d’Hochelaga-Maisonneuve. Au fil des années, l’entreprise prend de l’ampleur et sera même recommandée par le magazine de défense des consommateurs Protégez-vous. Le terme lunetterie communautaire a quant à lui été adopté par plusieurs autres opticiens. Au moins cinq d’entre eux se sont inspirés du même modèle un peu partout au Québec.

## Responsabilité sociale
Depuis sa création, la philosophie de l'entreprise est de se voir comme une sorte de « filet social ». En 2017, Philippe Rochette remporte d’ailleurs le prix de l’Association pour la santé publique dans la catégorie Affaires. Au-delà de l’accessibilité, le Bonhomme à lunettes sert aussi de moyen de financement pour les organismes communautaires. En janvier 2022, l’organisation a franchi le cap du million de dollars en dons, ce qui lui vaut une mention à l’Assemblée nationale du Québec.